# Ilvesheim
Ilvesheim est une commune de Bade-Wurtemberg (Allemagne), située dans l'arrondissement de Rhin-Neckar, dans l'aire urbaine Rhin-Neckar, dans le district de Karlsruhe. Les villes les plus proches sont Mannheim et Heidelberg.
La commune est jumelée avec la commune française de Chécy située dans le département du Loiret et la région Centre-Val de Loire depuis janvier 1994.